# Oscar Fernández
Oscar Fernández Monroy (ur. 23 grudnia 1987 w mieście Meksyk) – meksykański piłkarz występujący na pozycji napastnika.

## Kariera klubowa
Fernández rozpoczynał swoją karierę w wieku dwudziestu jeden lat w trzecioligowym klubie Altamira FC. Na koniec rozgrywek 2009/2010, będąc czołowym strzelcem zespołu, awansował z nim do drugiej ligi meksykańskiej, lecz przez kolejne dwa lata pozostał na trzecim szczeblu, występując z sukcesami na wypożyczeniach w tamtejszych drużynach Bravos de Nuevo Laredo (2010–2011, 34 mecze/25 goli) oraz Club Tecamachalco (2011–2012, 37 meczów/28 goli). Ogółem w latach 2009–2012 czterokrotnie zostawał wicemistrzem rozgrywek Segunda División – raz z Altamirą (Apertura 2009) i Bravos (Revolución 2011), zaś dwukrotnie z Tecamachalco (Apertura 2011 i Clausura 2012). Ponadto w wiosennym sezonie Clausura 2012 jako zawodnik Bravos został królem strzelców trzeciej ligi z czternastoma golami na koncie. Po powrocie do drugoligowej już Altamiry występował w niej jako podstawowy piłkarz i najskuteczniejszy zawodnik przez półtora roku, nie osiągnął jednak większych sukcesów.
Wiosną 2014 za sprawą udanych występów Fernández przeszedł do pierwszoligowego zespołu Monarcas Morelia. W Liga MX zadebiutował w wieku dwudziestu sześciu lat za kadencji szkoleniowca Eduardo de la Torre, 7 marca 2014 w wygranym 3:1 spotkaniu z Pumas UNAM, zaś premierowego gola strzelił 18 kwietnia 2014 w wygranej 5:1 konfrontacji z Cruz Azul. W tym samym roku zdobył z Morelią superpuchar Meksyku – Supercopa MX, natomiast w 2015 roku zajął drugie miejsce w tych rozgrywkach, jednak pozostawał głównie rezerwowym napastnikiem, nie potrafiąc wywalczyć sobie miejsca w składzie. Wobec sporadycznych występów, w styczniu 2016 udał się na wypożyczenie do drugoligowego Club Necaxa z miasta Aguascalientes.
| Sezon     | Klub                   | Kraj   | Rozgrywki        | Mecze | Bramki |
| --------- | ---------------------- | ------ | ---------------- | ----- | ------ |
| 2009/2010 | Altamira FC            | Meksyk | Segunda División | 39    | 20     |
| 2010/2011 | Bravos de Nuevo Laredo | Meksyk | Segunda División | 34    | 25     |
| 2011/2012 | Club Tecamachalco      | Meksyk | Segunda División | 37    | 28     |
| 2012/2013 | Altamira FC            | Meksyk | Ascenso MX       | 23    | 8      |
| 2013/2014 | Altamira FC            | Meksyk | Ascenso MX       | 12    | 4      |
| 2013/2014 | Monarcas Morelia       | Meksyk | Liga MX          | 6     | 2      |
| 2014/2015 | Monarcas Morelia       | Meksyk | Liga MX          | 21    | 0      |
| 2015/2016 | Monarcas Morelia       | Meksyk | Liga MX          | 2     | 0      |
| 2015/2016 | Club Necaxa            | Meksyk | Ascenso MX       |       |        |